# Desaparecidos (banda)
Desaparecidos é uma banda estadunidense de punk rock originária de Omaha, Nebraska, liderada pelo guitarrista e vocalista Conor Oberst, que também é vocalista da banda Bright Eyes.

## História

### Nome
Formado em 2001, "Desaparecidos" é uma referência às pessoas que foram encarceradas por várias ditaduras militares de direita na América do Sul, e depois desapareceram sem deixar vestígios. Especificamente, os Desaparecidos obtiveram o seu nome pelos desaparecidos forçados durante a ditadura militar de Augusto Pinochet no Chile entre 1973 e 1990.

### Read Music/Speak Spanish e hiato (2002-2010)
Desaparecidos se separou em 2002, enquanto a banda atraía um número cada vez maior de seguidores depois do seu álbum de estréia, Read Music/Speak Spanish, especialmente em turnê com Jimmy Eat World e The Promise Ring e sendo convidados a um episódio da MTV You Hear it First. No entanto, Oberst não teve tempo de se dedicar à banda com o sucesso cada vez maior de Bright Eyes. Oberst continuou a gravar com os Bright Eyes, enquanto os outros membros do Desaparecidos formaram outros projetos. Matt Baum juntou-se ao The '89 Cubs, depois tocando bateria para os Race for Titles e Coffin Killers; Ian McElroy formou a Rig 1; Denver Dalley mudou-se para as bandas Statistics e Intramural; Landon Hedges juntou-se (e atualmente está) no Little Brazil.

### Reunião, assinatura com a Epitaph, e o segundo álbum (2010-presente)
Os Desaparecidos se reuniram para um único concerto no Concert for Equality, no bairro de Benson, em Omaha, em 31 de Julho de 2010. Em Abril de 2012, a banda lançou um site oficial e anunciou que eles se reuniriam novamente, desta vez para tocar no MAHA Fest de Omaha. Em Agosto de 2012, a banda embarcou em uma pequena turnê, a primeira desde 2002.
A banda lançou dois novos singles, "MariKKKopa" e "Backsell" em Agosto de 2012. Em Fevereiro de 2013 a banda disponibilizou duas novas músicas, "Anonymous" e "The Left is Right" para streaming na Rolling Stone. 
Os Desaparecidos lançaram o seu segundo álbum, Payola, em Junho de 2015, treze anos depois do lançamento de Read Music/Speak Spanish. Payola foi co-produzida com Mike Mogis e foi gravada em vários momentos durante os últimos anos. O álbum contem as seis músicas lançadas desde a reunião, para além de 8 músicas adicionais.

## Membros

### Membros actuais
- Conor Oberst — vocais, guitarra (2001–2002, 2010, 2012–presente)
- Landon Hedges — baixo, vocais (2001–2002, 2010, 2012–presente)
- Matt Baum — bateria (2001–2002, 2010, 2012–presente)
- Denver Dalley — guitarra (2001–2002, 2010, 2012–presente)
- Ian McElroy — teclado (2001–2002, 2010, 2012–presente)

## Discografia

### Álbuns
- Read Music/Speak Spanish (2002,  Saddle Creek Records)
- Payola (2015,  Epitaph Records)

### EPs
- The Happiest Place on Earth (2001, Saddle Creek Records)
- What's New For Fall (2001, Wichita Recordings)

Ambos EPs contêm as mesmas músicas em ordens diferentes.

### Singles
- "MariKKKopa" / "Backsell" (2012)
- "Anonymous" / "The Left is Right" (2013)
- "Te Amo Camila Vallejo" / "The Underground Man" (2013)